# Kunz Román
Kunz Román (Budapest, 1938. augusztus 3. – Budapest, 2018. január 17.) magyar gyártásvezető, producer.

## Életpályája
Szülei: Kunz Román (1887–1959) és Kiss Ilona (1900–1983) voltak. 1957–1961 között a Marx Károly Közgazdaságtudományi Egyetem hallgatója volt. A Pannónia Filmstúdióban gyártásvezető, igazgatósági tag, animációs filmsorozatok és játékfilmek gyártásvezetője, producere, társproducere. 1990 óta a Magyar Animációs Céh elnöke. 1995 óta a Stúdió 2 Kft. ügyvezető igazgatója. Józsefvárosban élt.

## Filmjei
(válogatás)
- A napló (1966)
- Gusztáv II. (1966)
- Öt perc gyilkosság (1966)
- Reggeltől estig (1967)
- Tíz deka halhatatlanság (1967)
- Variációk egy sárkányra (1967)
- A Mézga család különös kalandjai (1968–1969)
- La Fontaine-mesék I–III. (1969–1971)
- Hídavatás (1969)
- Öreg és fiatal (1969)
- Sós lötty (1969)
- Szvit (1969)
- Várakozni jó (1969)
- Kukori és Kotkoda (1970-1971)
- Mi lenne Budapesten, ha… (1970)
- Modern edzésmódszerek (1970)
- Rend a házban (1970)
- Tanulságos történetek (1970)
- Frakk, a macskák réme I–II. (1971–1972)
- Hajrá, mozdony! (1972)
- Kiscsacsi kalandjai (1972)
- Mézga Aladár különös kalandjai (1972)
- Cantinflas (1972–1982)
- Kérem a következőt! (1973–1983)
- Hugó, a víziló (1975)
- Magyar népmesék I. (1977)
- Varjúdombi mesék (1977)
- Münchausen báró csodálatos kalandjai (1979)
- Fehérlófia (1981)
- Pumukli kalandjai (1982–1988)
- Hófehér (1983)
- Daliás idők (1984)
- Macskafogó (1986)
- Egérút (1999)